# Weißenfels
Weissenfels (en allemand : Weißenfels) est une ville d'Allemagne, de l'arrondissement du Burgenland dans le Land de Saxe-Anhalt. Le patrimoine historique de la cité comprend le château de Neu-Augustusbourg, résidence des ducs de Saxe-Weissenfels de 1680 à 1746.

## Géographie
La ville a 39 745 habitants et est située dans le Sud de Saxe-Anhalt. Elle se trouve sur les rives de la Saale moyenne, à la lisière sud du bassin lipsien. Des villes proches sont Halle, Leipzig et Naumbourg.
Plus aus Sud s'étend la région viticole de Saale-Unstrut.

### Quartiers
En plus du centre-ville, le territoire communal comprend douze localités :
| - Burgwerben - Borau - Grosskorbetha - Langendorf | - Leißling - Markwerben - Reichardtswerben - Schkortleben | - Storkau - Tagewerben - Uichteritz - Wengelsdorf |

### Transports
La gare de Weissenfels est reliée à la ligne de Halle à Bebra  avec des embranchements vers Berlin, Leipzig, Fulda et Francfort-sur-le-Main. Elle est desservie par les trains Intercity-Express et InterCity, Regional-Express et Regionalbahn.
La Bundesstraße 87 (Magdeburg–Wittenberge), la Bundesstraße 91 (Rathenow–Gardelegen) et la Bundesstraße 176 se croisent à la ville. L'autoroute 9 passe à l'est de Weissenfels.

## Histoire
| Appartenances historiques Landgraviat de Thuringe 1112–1482 Électorat de Saxe 1482-1485 Duché de Saxe 1485-1547 Électorat de Saxe 1547-1656 Duché de Saxe-Weissenfels 1656-1746 Électorat de Saxe 1746-1806 Royaume de Saxe 1806–1815 Royaume de Prusse (Province de Saxe) 1815–1918 République de Weimar 1918–1933 Reich allemand 1933–1945 Allemagne occupée 1945–1949 République démocratique allemande 1949–1990 Allemagne 1990–présent |

Le 14 avril 1945,la 69e division d'infanterie (États-Unis) de la 1e Armée US s'empare de la ville.

## Jumelages
- Kornwestheim (Allemagne) depuis 1990
- Komárno (Slovaquie) depuis 1996

## Personnalités
- Johann (Johannes Gottfried) Olearius (1611-1684) y est mort
- Heinrich von Bünau (1697-1762)
- Joachim Wilhelm von Brawe (1738-1758)
- Karl Heinrich Heydenreich (1764-1801), philosophe et poète, y est mort
- Georg Philipp Friedrich baron von Hardenberg dit Novalis (1772-1801) y est mort
- Friedrich Hermann Loew (1807-1878)
- Jean-Baptiste Bessières, maréchal d'Empire et duc d'Istrie, y est mort au combat le 1er mai 1813
- Louise von François (1817-1893), autrice
- Willy Kükenthal (1861-1922)
- Georg Kükenthal (1864-1955)
- Horst P. Horst (1906-1999)
- Andreas Martens (1951- )

## Galerie

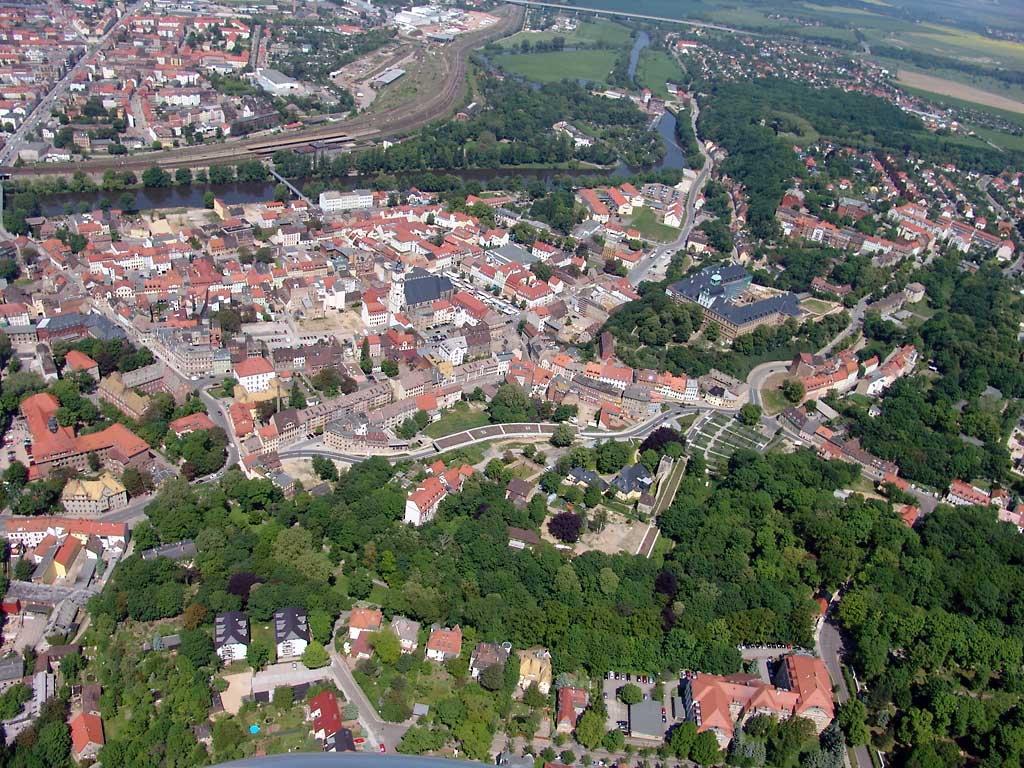
Weißenfels, vue aérienne
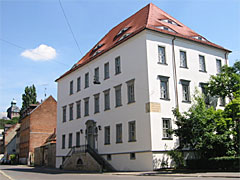
La maison de Novalis
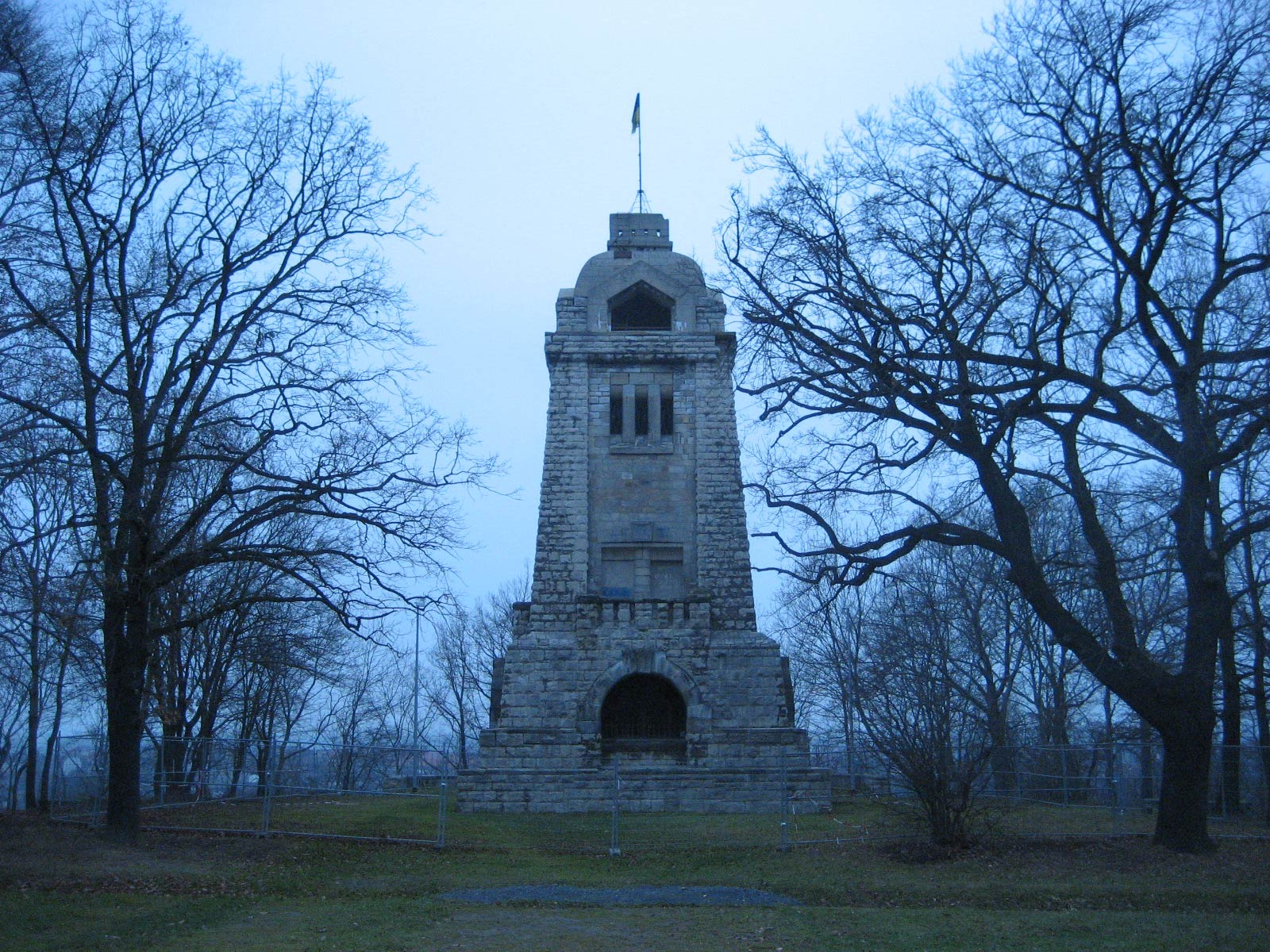
La tour Bismarck
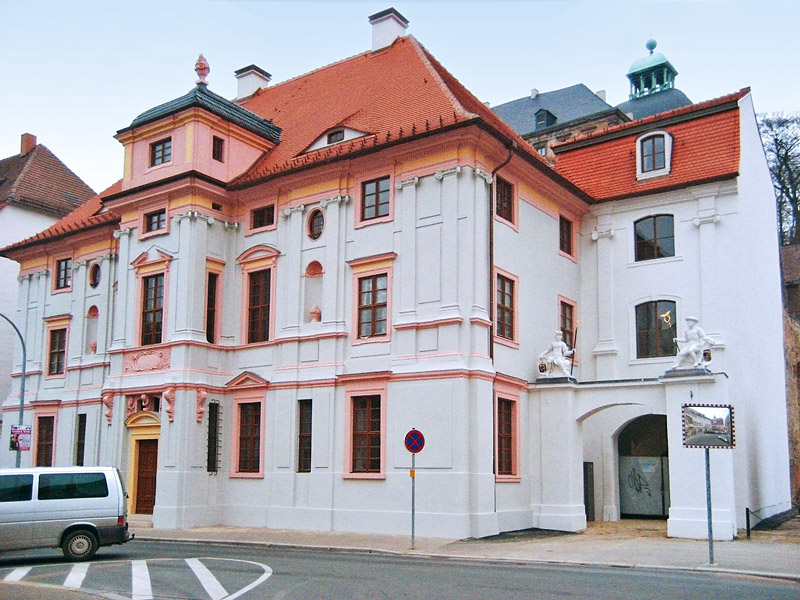
La maison du prince, Leipziger Straße 9
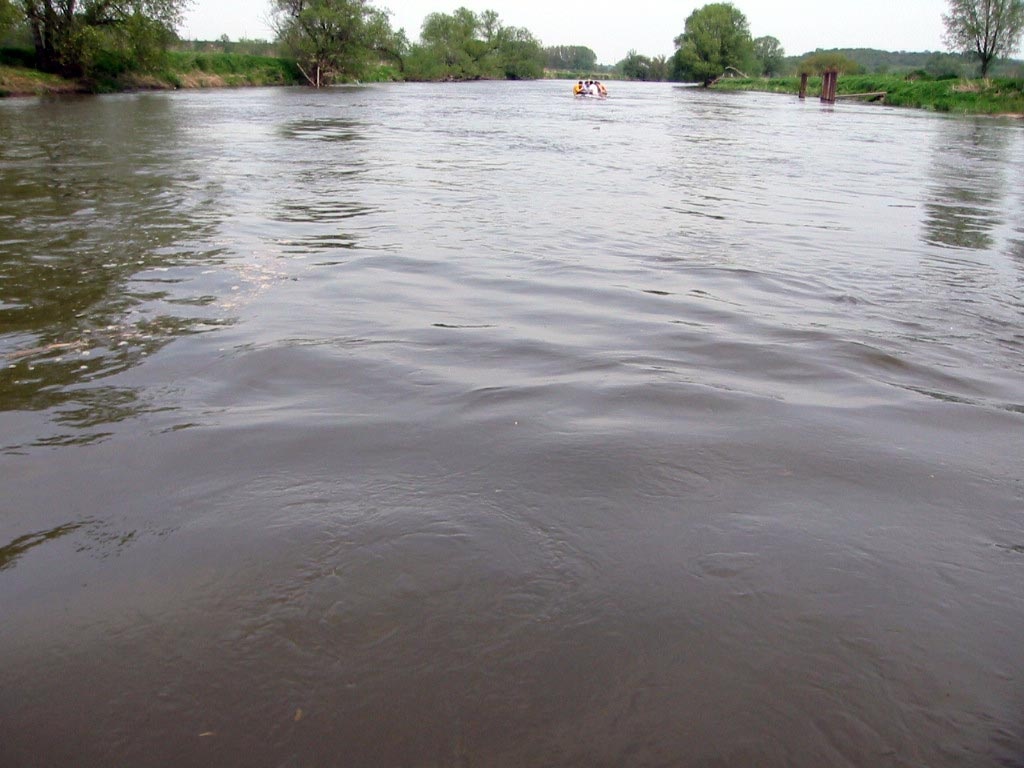
La rivière Saale près de Leißling, pas loin de Weißenfels
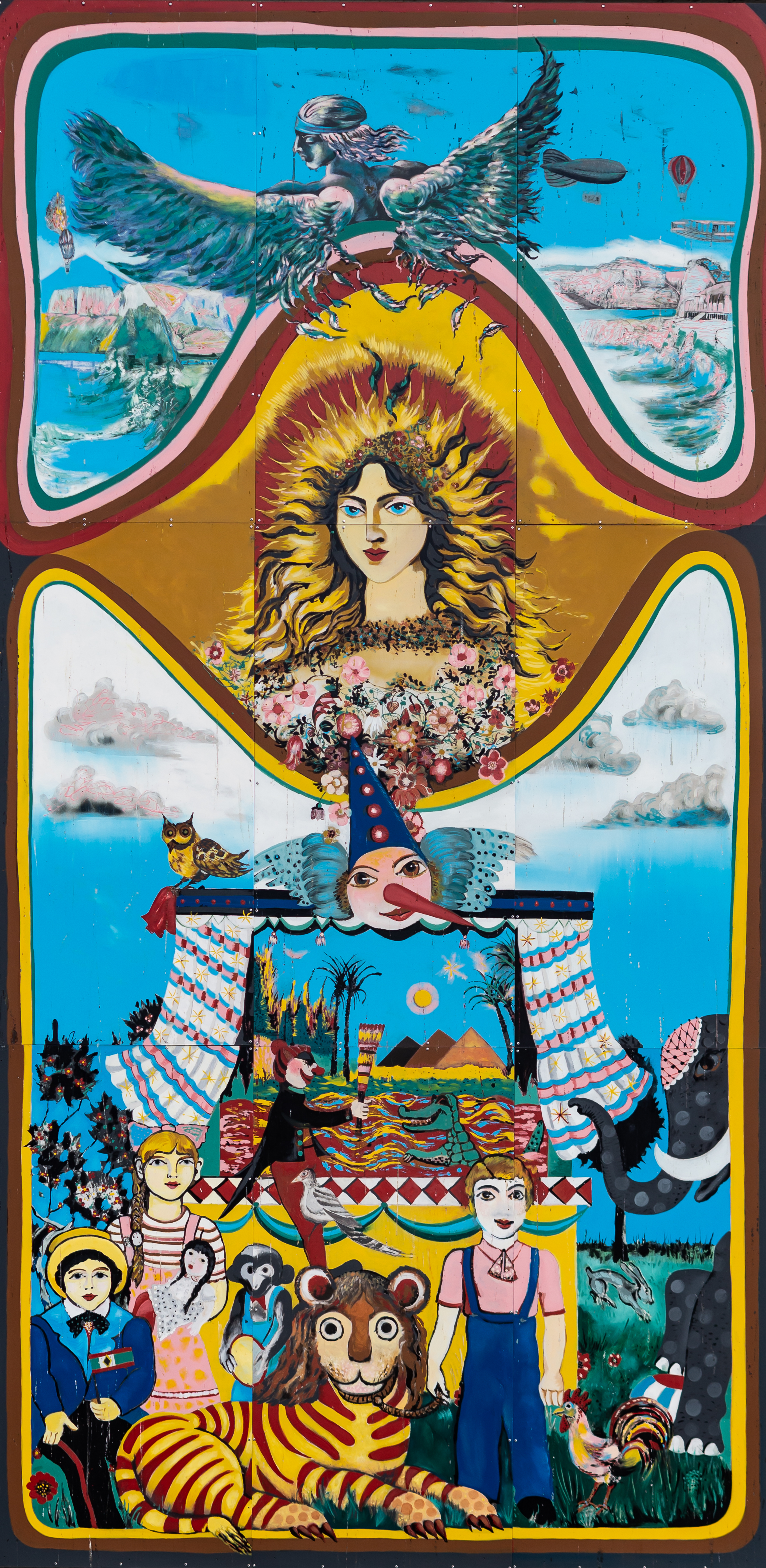
Peinture murale "Plaisirs d'enfants" à Weißenfels, par Dieter M. Weidenbach (de).